# Липковска-Река
Липковска-Река (мак. Липковска Река)  — річка в Північній Македонії, притока річки Кумановска-Река. Довжина — 17,5 км. Бере початок поблизу села Гошинце та має рівнинний характер течії.
| Північна Македонія | Це незавершена стаття з географії Північної Македонії. Ви можете допомогти проєкту, виправивши або дописавши її. |

1. ↑  GEOnet Names Server — 2018.